# Сикинн
Сикинн (др.-греч. Σίκιν(ν)ος) — согласно античным авторам, раб афинского полководца и государственного деятеля Фемистокла, который помог хозяину одержать победу в решающей битве греко-персидских войн — Саламинском сражении.

## Свидетельства источников
В 480 году до н. э. огромное войско Персидской державы под командованием Ксеркса I вторглось на Балканский полуостров. В сентябре 480 года мощный флот персов, захвативших к тому времени всю северную и центральную Грецию, включая Афины, подошёл к острову Саламин, где его ожидал объединённый флот греческих полисов. Среди греков не было единства, принимать ли морское сражение. Главнокомандующий спартанец Эврибиад склонялся к тому, чтобы отступить к Коринфскому перешейку, на котором собралась армия пелопоннесских государств и спешно строилась оборонительная стена. Афинский стратег Фемистокл решил поставить остальных командиров перед совершившимся фактом и заставить их сплотиться перед лицом врага, спровоцировав Ксеркса на окружение противника.
Сикинн был пленным из персов, рабом-педагогом (воспитателем детей) Фемистокла, преданным ему. Афинянин тайно послал Сикинна к персидскому царю (по Геродоту — к военачальникам персов) со следующим посланием: Фемистокл хочет перейти на сторону персов и сообщает, что греки охвачены страхом и собираются бежать. Он советует царю немедленно напасть на них, чтобы не дать войне затянуться. После этого Сикинн возвратился к хозяину, а персидский флот блокировал проливы, отделяющие Саламин от материка. Теперь у греков не было возможности отступить. В развернувшемся 28 сентября 480 года до н. э. сражении персы, несмотря на численное превосходство, потерпели сокрушительное поражение.
Согласно же Эсхилу, к Ксерксу был послан «эллин некий из афинских войск», а вовсе не раб-перс. Эсхил, возможно, сам был участником Саламинского сражения, однако следует учитывать, что «Персы» — художественное произведение, а не исторический труд.
После того как основная часть вражеского войска стала отступать обратно в Азию, Фемистокл планировал послать флот к Геллеспонту, чтобы разрушить построенный персами мост. Однако Эврибиад полагал, что разрушение моста только задержит противника на территории Греции, и доведённые до крайности и по-прежнему превосходящие греков числом персы могут и выиграть войну. Тогда Фемистокл опять послал к Ксерксу доверенных людей, среди которых был и Сикинн, которые сообщили персидскому царю, что Фемистокл, якобы снова желая оказать ему услугу, отговорил греков преследовать его флот и разрушать мост, так что персы могут отступать совершенно спокойно. Геродот утверждает, что Фемистокл поступил так, «чтобы обеспечить себе убежище у персидского царя на случай, если его постигнет какая-нибудь беда в Афинах, что впоследствии и случилось». Когда посланные прибыли к берегам Аттики, то все прочие остались на корабле, и только Сикинн отправится в глубь страны к Ксерксу.
По Геродоту, Фемистокл после войны сделал Сикинна гражданином Феспий (полис-союзник Афин) и обогатил его. Г. А. Стратановский высказывает предположение, что это свидетельство могло быть заимствовано «отцом истории» из обвинительного заключения против Фемистокла, которого около 472—470 годов до н. э. сограждане приговорили к изгнанию. С. Я. Лурье же предполагал, что этот рассказ был сочинён впоследствии для прославления Фемистокла.

## Упоминание у Афинея
Иногда Сикинна — раба Фемистокла отождествляют с упоминаемым у Афинея изобретателем сатировской пляски, получившей название сикиннида (др.-греч. σίκιννις). По свидетельству Афинея, «одни говорят, что изобретатель её, Сикинн, был из варваров, другие — что из критян». Однако современные исследователи считают такое отождествление крайне маловероятным.

### Первичные источники
- Геродот. История, VIII, 75 и 110.
- Плутарх. Сравнительные жизнеописания, Фемистокл, 12.
- Корнелий Непот. О знаменитых иноземных полководцах, Фемистокл, 4 (Сикинн не назван по имени).

### Вторичные источники
- Сикинн (англ.). — в Smith's Dictionary of Greek and Roman Biography and Mythology.